# Paul Keck (Gewerkschafter)
Paul Keck (* 24. November 1905 in Halle-Trotha; † 15. November 1963 in Berlin) war ein deutscher Gewerkschafter (FDGB) und kurzzeitig stellvertretender Vorsitzender des Zentralausschusses der Volkssolidarität.

## Leben
Keck stammte aus einer Arbeiterfamilie. Nach dem Besuch der Volksschule machte er eine Lehre zum Schlosser und war später auch in diesem Beruf tätig.
1920 wurde Keck Mitglied der SAJ. 1926 schloss er sich der KPD an. Nach der „Machtergreifung“ der Nationalsozialisten 1933 beteiligte er sich am Widerstand, wurde verhaftet und wegen „Vorbereitung zum Hochverrat“ zu einem Jahr Gefängnis verurteilt.
1945 wurde Keck Mitglied des FDGB, 1946 Mitglied der SED. Er war kurze Zeit Vorsitzender des Landesvorstandes Sachsen-Anhalt der Gewerkschaft Verwaltungen, Banken, Versicherungen (VBV). Von 1953 bis 1955 war er Vorsitzender des FDGB-Bezirksvorstandes Halle und Mitglied der dortigen Bezirksleitung der SED, zeitweise auch ihres Büros. Ab 1955 war er Mitarbeiter der Abteilung Gewerkschaften im ZK der SED.
1962/63 fungierte er als stellvertretender Vorsitzender des Zentralausschusses der Volkssolidarität.
Keck starb nach kurzer, schwerer Krankheit kurz vor Vollendung seines 58. Lebensjahres.

## Auszeichnungen
- Vaterländischer Verdienstorden in Bronze
- Medaille für Kämpfer gegen den Faschismus 1933 bis 1945
- Fritz-Heckert-Medaille